# Don Schollander
Donald Arthur ("Don") Schollander (Charlotte (North Carolina), 30 april 1946) is een voormalige Amerikaanse zwemmer. Hij vertegenwoordigde zijn vaderland op de Olympische Zomerspelen 1964 in Tokio en op de Olympische Zomerspelen 1968 in Mexico-Stad.

## Carrière
Bij zijn internationale debuut, op de Pan-Amerikaanse Spelen 1963 in São Paulo (stad), veroverde Schollander de zilveren medaille op de 400 meter vrije slag.
Tijdens de Olympische Zomerspelen van 1964 in Tokio groeide Schollander uit tot de ster van het toernooi door als eerste zwemmer vier keer goud te winnen op één Olympische Spelen. Hij won individueel goud op zowel de 100 als de 400 meter vrije slag. Samen met Steve Clark, Mike Austin en Gary Ilman sleepte hij de gouden medaille in de wacht op de 4x100 meter vrije slag, op de 4x200 meter vrije slag legde hij samen met Steve Clark, Roy Saari en Gary Ilman beslag op het goud.
Op de Pan-Amerikaanse Spelen 1963 in Winnipeg veroverde de Amerikaan goud op de 200 meter vrije slag en de beide vrije slag estafettes.
Tijdens de Olympische Zomerspelen van 1968 in Mexico-Stad sleepte Schollander de zilveren medaille in de wacht op de 200 meter vrije slag, op de 4x200 meter vrije slag legde hij samen met John Nelson, Stephen Rerych en Mark Spitz beslag op de gouden medaille. Daarnaast zwom hij als seriezwemmer op zowel de 4x100 meter vrije slag als de 4x100 meter wisselslag, waarin het Amerikaanse team goud won in de finale (zelf kreeg hij hier geen gouden medaille voor).
Gedurende zijn carrière verbeterde Schollander diverse malen een wereldrecord, in 1963 was hij de eerste man onder de twee minuten op de 200 meter vrije slag.

## Internationale toernooien
| Jaar | Olympische Spelen | Pan-Ams                                                 |
| ---- | --- | ------------------------------------------------------- |
| 1963 | | 400m vrije slag                                         |
| 1964 | 100m vrije slag · 400m vrije slag · 4x100m vrije slag · 4x200m vrije slag                                                                         |                                                         |
| 1965 | |                                                         |
| 1966 | |                                                         |
| 1967 | | 200m vrije slag · 4x100m vrije slag · 4x200m vrije slag |
| 1968 | 200m vrije slag · 4x100m vrije slag · Schollander zwom enkel de series · 4x200m vrije slag · 4x100m wisselslag · Schollander zwom enkel de series |                                                         |